# Oświęcim
Oświęcim ([ɔˈɕfʲɛɲtɕim] Ausspracheⓘ), deutsch Auschwitz, ist eine am Fluss Soła gelegene polnische Stadt in der Woiwodschaft Kleinpolen im südlichen Teil des Landes, rund 50 Kilometer westlich der Woiwodschaftshauptstadt Krakau.
Bekanntheit erlangte die Stadt als Standort für das deutsche Konzentrationslager Auschwitz (auch KZ Auschwitz oder K.L. Auschwitz oder kurz Auschwitz) von 1940 bis 1945 in der Zeit des Nationalsozialismus und der Besetzung Polens; das daran erinnernde Museumsgelände trägt als UNESCO-Weltkulturerbe die Bezeichnung Auschwitz-Birkenau – deutsches nationalsozialistisches Konzentrations- und Vernichtungslager.

## Geschichte

### Herzogtum Oppeln, Auschwitz
Ein Burgwall (gród) entstand vermutlich unter Bolesław I. an der Kreuzung einiger Handelswege. In der frühen Zeit des polnischen Partikularismus wurde der Ort aus der Krakauer Seniorenprovinz (Kleinpolen) herausgelöst und dem oberschlesischen Herzogtum Ratibor zugeschlagen. Dieses Ereignis wurde zum ersten Mal von Wincenty Kadłubek in seiner Chronik unter dem Jahr 1177 erwähnt, aber ohne Erwähnung der Ortsbezeichnungen Oświęcim oder Bytom. Diese finden sich erstmals in der Großpolnischen Chronik. Die Burg Auschwitz entstand im 12. Jh. Die vorherige Grenze zwischen Schlesien und Kleinpolen wurde trotz der anderen politischen Grenze zum großen Teil zwischen den entsprechenden Bistümern beibehalten. Oświęcim wie auch Bytom verblieben lange im Bistum Krakau. Im Jahr 1217 wurden der Name Ospenchin sowie ein Auschwitzer Kastellan Phalislaus erstmals urkundlich erwähnt. Später wurde der Ort als Osvencin (1280), Hospencin (1283), Osswetem (1290), Uspencin (1297), Oswentim (1302), Wswencim (1304), Oswiecim (1314), Oswencin (1327) erwähnt. Der Name wurde früher oft von altpolnisch święty abgeleitet, was so viel wie „Heiliger“ bedeutet und auf die frühe Christianisierung hindeuten solle. Wahrscheinlicher ist aber, dass der Name vom Erstbesitzer stammt, im Altpolnischen bedeutet swęty stark oder kräftig. Im Jahre 1272 hatte der Ort Stadtrechte nach Magdeburger Recht.
Ende des 13. Jahrhunderts ließen sich Deutsche erstmals in der Stadt und der Umgebung nieder; südlich der Stadt bildete sich die lange bestehende Bielitz-Bialaer Sprachinsel. Der deutsche Name Auschwitz erschien im 14. Jahrhundert. als Auswitzen (1312), später Auswieczin (1372), Auswinczyn (1351), Awswiczin (1372), Uswiczin (1400). Im späten 14. Jahrhundert folgte die Reduzierung des scheinbar zweiten und überflüssigen Suffix -in: Auswicz (1386, 1394), Awswicz (1433, 1439), Awszwicz (1478). Nach der ersten Agrarkrise des Mittelalters geriet die deutsche Siedlungsbewegung Mitte des 14. Jahrhunderts ins Stocken, aber nach Kurt Lück war Auschwitz im 15. Jahrhundert mehrheitlich von Deutschen bewohnt. Die Kriterien in seinem 1934 erschienenen Werk waren aber sehr weit und tendenziös und schon aufgrund geringer Vermutungen betrachtete er eine Gegend als deutsch.
Die Stadt am Zusammenfluss von Weichsel und Soła wurde bald zu einem Handelszentrum, war Gerichtssitz und ab 1315/1317 Sitz des Herzogtums Auschwitz. Im Laufe der Jahrhunderte wechselte die politische Zugehörigkeit. Das Herzogtum Auschwitz (es bildete später, wie auch das 1445 entstandene Herzogtum Zator, den westlichen Teil von Galizien) kam 1327 durch Herzog Johann von Auschwitz in ein Vasallenverhältnis zum Königreich Böhmen. 1348 wurde es dem Heiligen Römischen Reich einverleibt und Deutsch setzte sich als Amtssprache durch. Das 15. Jahrhundert war sehr unruhig, besonders nach dem Umbruch durch die Hussitenkriege. Die größte Zerstörung erlebte das polnisch-schlesische Grenzgebiet am Ende der Kriege. Die Aktivität der Raubritter nahm zu, was eine Landflucht verursachte. Józef Putek bemühte sich zu beweisen, dass die deutschstämmigen Einwohner, besonders das Rittertum, der Klerus und das städtische Patriziat, damals vertrieben oder sogar ermordet wurden. In der zweiten Hälfte des 15. Jahrhunderts wurde Tschechisch Amtssprache.
Das Interesse der Deutschen am Ort schwand und 1457 kaufte der polnische König Kasimir IV. für 50.000 Silbermark die Ortsrechte, der Ort wurde 1564 völlig inkorporiert und als Kreis Schlesien der Woiwodschaft Krakau, ab 1569 der polnisch-litauischen Adelsrepublik, angegliedert. Polnisch wurde dort Amtssprache, während im restlichen Polen weiterhin Latein als solche galt.
Im Jahre 1537 hatte die Stadt etwa 1000 Einwohner, deren Zahl am Ende des 16. Jahrhunderts eindeutig unter 1000 sank. Kęty war zu der Zeit die größere Stadt.
Seit der ersten Hälfte des 16. Jahrhunderts sind jüdische Einwohner belegt. 1563 wurde ihre Ansiedlung verboten, jedoch lebten dort ein Jahr später noch fünf Juden. Deren Ansiedlung verstärkte sich deutlich im späteren 16. Jahrhundert, am wahrscheinlichsten entstanden damals eine Kehillah, eine erste Synagoge sowie eine jüdische Schule. In den Jahren 1747–1749 lebten in Auschwitz über 2000 Juden.
1655 wurde die Stadt von schwedischen Truppen verwüstet und hatte bis zu den polnischen Teilungen am Ende des 18. Jahrhunderts ihre frühere Bedeutung völlig verloren.

### Österreichisches Königreich Galizien und Lodomerien bis 1918
Auschwitz kam 1772 zu Österreich – Deutsch wurde wieder Amtssprache – und lag bald auch an der Grenze zu Preußen und Russland. Die Stadt hieß Auschwitz und war Teil des neuen Königreichs Galizien und Lodomerien des habsburgischen Kaiserreichs (ab 1804). Kaiser Franz II. bestätigte 1793 alle bisherigen Privilegien und erweiterte sie auf bis zu 12 Jahrmärkte im Lauf eines Jahres. Darüber hinaus verlieh er der Stadt den Titel einer Munizipalgemeinde sowie ein neues Wappen. Ab 1773 gehörte sie zum Kreisdistrikt Biala im Kreis Wieliczka und ab 1775 zum Kreisdistrikt Zator. 1782 wurde das Gebiet des Kreisdistriktes Zator zum unabhängigen Kreis, jedoch mit dem Sitz in Myślenice (ab 1819 in Wadowice).
Nach dem Wiener Kongress blieb die Gegend im Kaisertum Österreich, gehörte wie das gesamte Gebiet des Herzogtums Auschwitz von 1820 bis 1850 zu Österreichisch-Schlesien und damit auch zum Deutschen Bund, danach wieder zum Kronland Galizien und Lodomerien. Bis 1918 führte der Kaiser von Österreich unter vielen anderen auch den Titel „Herzog von Auschwitz“. Demgegenüber wurde der deutsche Name der Stadt bereits vor 1870 durch den offiziellen polnischen verdrängt.
Zwischen den Jahren 1855 bis 1910 gehörte der Gerichtsbezirk Auschwitz zum Bezirk Biała, danach wurde er ein eigenständiger Bezirk (Bezirk Oświęcim).
Während des Preußisch-Österreichischen Krieges erfolgte am 27. Juni 1866 ein Angriff der Preußen auf Auschwitz, der jedoch zurückgeschlagen wurde. Ab 1867 gehörte die Stadt zur neuen Doppelmonarchie Österreich-Ungarn.
In Auschwitz bestand auch ein Büro für Auswanderungswillige nach Amerika (siehe auch: Bericht über ein Auswandererbüro in Auschwitz).
Bereits 1916 errichtete die Stadt ein Barackenlager für Wanderarbeiter, die Sachsengänger, das ab 1940 als Konzentrationslager genutzt wurde.

### 1918 bis 1939
Am 3. November 1918 berief die Krakauer Polnische Liquidationskommission ein Landkreiskomitee, eine Keimzelle der polnischen zivilen Verwaltung, in Oświęcim ein. Nach dem Ersten Weltkrieg wurden Ort und Powiat (dem deutschen Landkreis entsprechend) Teil der Zweiten Polnischen Republik. Laut dem Großen Brockhaus von 1929 gab es 1921 in Auschwitz unter den 12.200 polnischen Einwohnern 3000 mit jüdischer Religion. Am 1. April 1932 wurde der Powiat Oświęcim aufgelöst, wobei ein Teil zurück zum Powiat Wadowice kam, der Rest wurde dem Powiat Biała zugeordnet.

### Zweiter Weltkrieg
Vom 3. bis 4. September 1939 fand ca. fünf Kilometer vor der Stadt eine der letzten Grenzschlachten der Armee Kraków statt. Beim Überfall auf Polen im September und Oktober 1939 wurden Stadt und Landkreis von der Wehrmacht besetzt und völkerrechtswidrig dem Deutschen Reich einverleibt. Diese Annexion stand im Gegensatz zu den meisten eroberten polnischen Gebieten, die als separate Verwaltungseinheit, das Generalgouvernement, zusammengefasst wurden. Am 30. November 1940 wurde die Stadt Oświęcim, die nun Auschwitz genannt wurde, Verwaltungsmittelpunkt des neuen gleichnamigen Amtsbezirks. Dieser bestand aus der Stadt Auschwitz und den umliegenden Gemeinden Babitz, Birkenau (Brzezinka), Broschkowitz, Dwory, Klutschnikowitz, Monowitz, Poremba-Wielka, Stara-Stawy, Wlocienitz und Zaborz-Ost. Auschwitz war der Sitz des deutschen Amtskommissars und bildete im westlichen Teil des neuen Landkreises Bielitz einen Teil des neuen Regierungsbezirkes Kattowitz in der Provinz Schlesien, ab dem 18. Januar 1941 – nach der Teilung Schlesiens – der Provinz Oberschlesien.
Mit der Einführung der Deutschen Gemeindeordnung von 1935 galt in Auschwitz ab 1. April 1943 das so genannte Führerprinzip auf Gemeindeebene. Die Stadt gehörte nun nicht mehr einem Amtsbezirk an, sondern war bis zum Ende der deutschen Besatzungszeit 1945 einem deutschen Bürgermeister unterstellt. Innerhalb von Himmlers SS-Organisation wurden Planungen entwickelt, den Ort zum Zentrum einer „Musterstadt der Ostbesiedlung“ zu machen. Die Konzentrationslager waren dabei ein Planelement. 1942 ist im Deutschen Reichs-Adressbuch für Auschwitz als relevante Bau- und Terraingesellschaft das zur IG Farben gehörige „Gemeinnütziges Wohnungsunternehmen I. G. GmbH“ mit Hauptsitz in Ludwigshafen am Rhein ausgewiesen.
Vor Ausbruch des Zweiten Weltkriegs lebten etwa 12.000 Menschen in Oświęcim, darunter etwa 7.000 Juden. Die vielfältigen Schikanen unter der deutschen Besetzung führten zu einer Verarmung wesentlicher Teile der Bevölkerung. Besonders die Juden waren betroffen. Ihnen wurden alle Wertgegenstände abgenommen und wirtschaftliche Betätigungen wurden ihnen untersagt. Lehrer, Angestellte, Künstler und andere Angehörige der jüdischen Intelligenz wurden entlassen. Alle Männer mussten mehrere Tage pro Woche Zwangsarbeit leisten, zunächst von 7 bis 21 Uhr, später bis 17 Uhr.
Ab September 1940 wurden arbeitsfähige Männer zur Zwangsarbeit in andere Landesteile deportiert. Im Frühjahr 1941 begannen systematische Verschleppungen der verbliebenen Juden ins Generalgouvernement, insbesondere in Lager in Sosnowiec, Będzin und Chrzanów. Nachdem diese Sammellager 1942 „aufgelöst“ wurden, wurden die meisten jüdischen Einwohner Oświęcims im Konzentrationslager Auschwitz ermordet.

#### Konzentrationslager
Das ins Deutsche Reich eingegliederte Auschwitz wurde zum Standort des größten Komplexes von Konzentrationslagern in Deutschland und den besetzten Gebieten. Dazu zählten drei große Haupt- und viele Nebenlager:
- Auschwitz I (Stammlager ab 1941), das zuerst errichtete Konzentrations- und Kriegsgefangenenlager, zugleich Verwaltungszentrum des gesamten Lagerkomplexes. Hier wurden ungefähr 70.000 Menschen, meist polnische Bürger und sowjetische Kriegsgefangene, ermordet.
- Konzentrationslager Auschwitz II (Birkenau), ein Vernichtungslager. Die allgemeine Zahl der Opfer von Auschwitz in den Jahren 1940–1945 wird auf 1,1 bis 1,5 Millionen Menschen, meist jüdischer Herkunft, geschätzt. Die Mehrheit von ihnen, vor allem die Opfer der Massentransporte des Holocausts, die ab 1942 aus fast ganz Europa hierher deportiert wurden, wurden in Gaskammern ermordet.
- Konzentrationslager Auschwitz III (Monowitz), ein von der IG Farben errichtetes Konzentrationslager, zeitweise Stammlager, zur Ausbeutung der Arbeitskräfte der Häftlinge im Rahmen der Vernichtung durch Arbeit und
- eine Vielzahl von Nebenlagern (KZ) in der Region (circa 50 KZ; siehe Liste der Nebenlager des Konzentrationslagers Auschwitz), die uneinheitlich als Arbeitslager, Außenlager, Außenkommando, KZ oder Zweiglager bezeichnet wurden. Auch dort wurden viele Gefangene ermordet. Z. B. gehörten dazu Althammer (Stara Kuźnia), KZ Blechhammer in Sławięcice, Brünn (Brno), Eintrachthütte in Świętochłowice, Fürstengrube (Wesoła) bei Mysłowice, Hindenburg (Zabrze), Janinagrube in Libiąż, Jawischowitz (Jawiszowice) bei Brzeszcze, Neu-Dachs in Jaworzno, KZ Plaszow bzw. das Arbeitslager in Krakau-Plaszow, Sosnowitz I und II (Sosnowiec).

### Nachkriegszeit

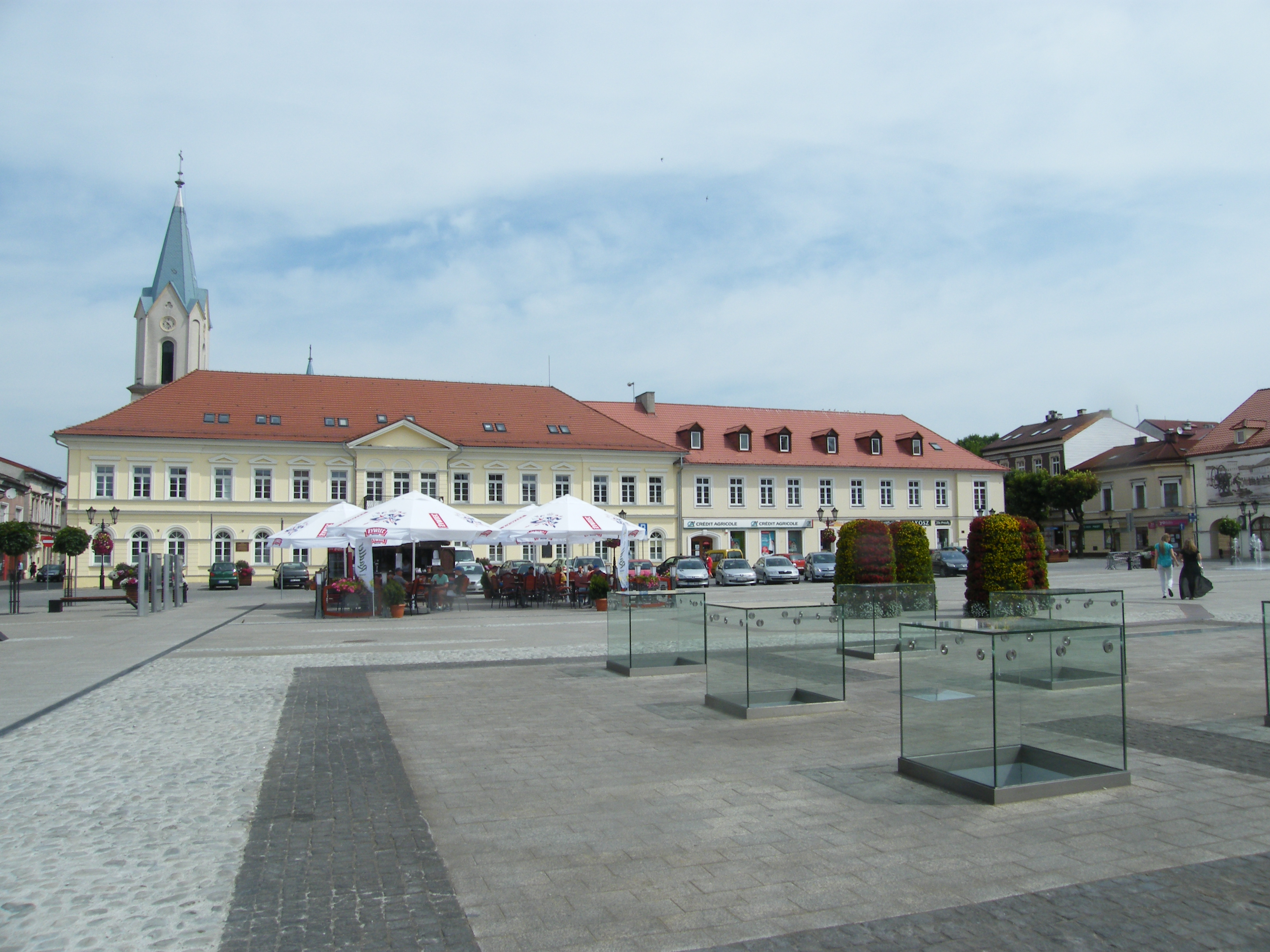
Marktplatz

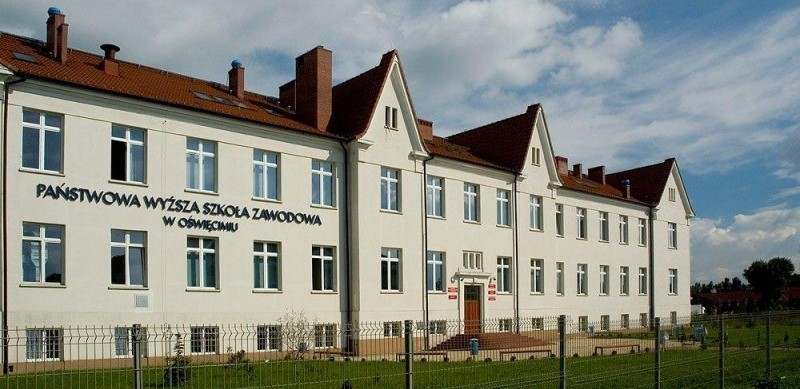
Staatliche Rittmeister-Witold-Pilecki-Hochschule, Collegium Primum

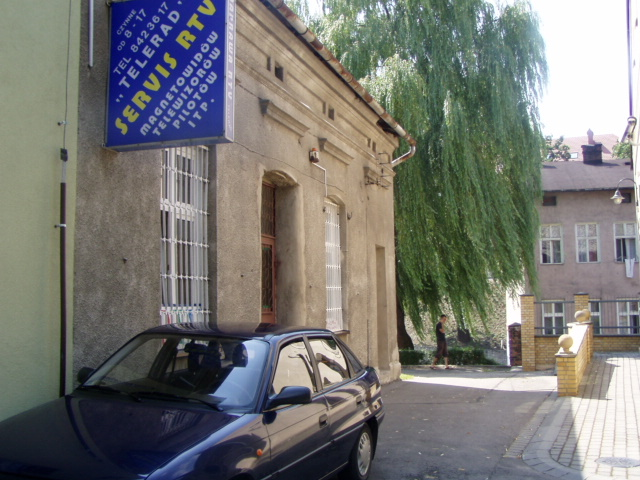
Ehemalige Chrzanower Synagoge

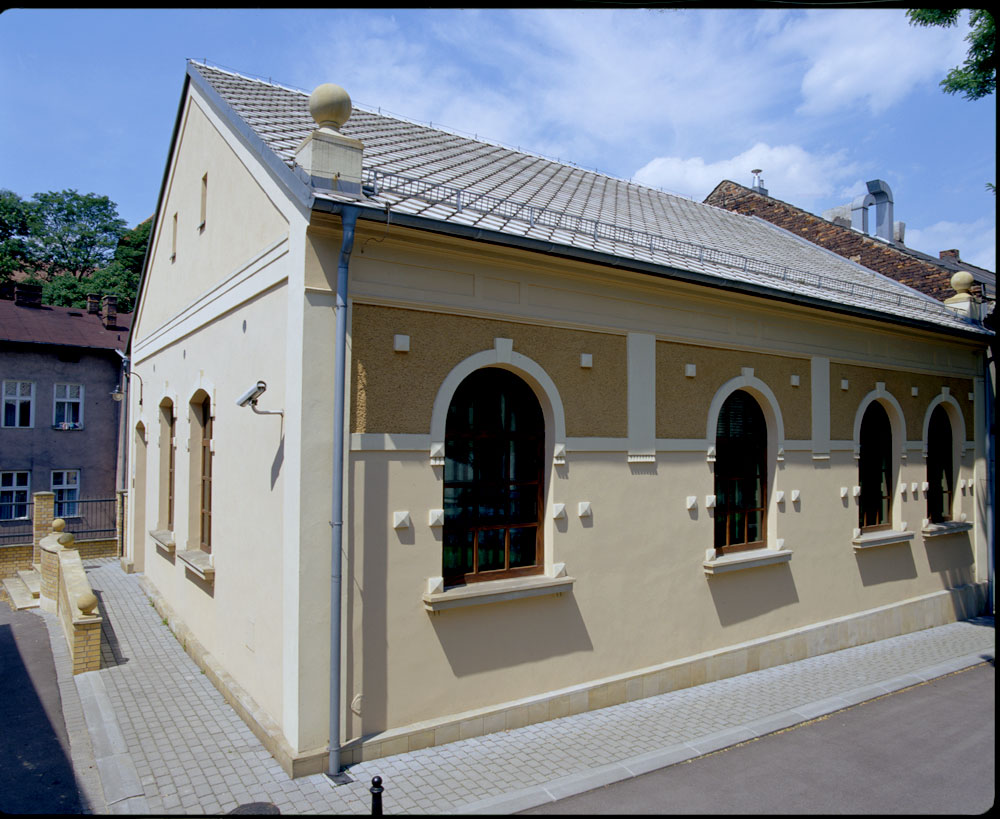
Lomdei-Misznajot-Synagoge

Der Powiat Oświęcimski wurde 1948 wieder eingerichtet. Zwischen 1975 und 1999 gehörte die Stadt zur Woiwodschaft Bielsko-Biała.
Die durch die I.G. Farben von Häftlingen des KZ Auschwitz aufgebauten Buna-Werke wurden vom polnischen Staat am 1. September 1945 übernommen und als Chemiewerke Oświęcim (heute: Synthos S.A.) zum größten Arbeitgeber des Ortes.
Die einseitige wirtschaftliche Ausrichtung auf diesen Großbetrieb brachte der Stadt nach 1990 wirtschaftliche Probleme. Seither werden die Bereiche Handel und Dienstleistungen ausgebaut.
Im September 1945 lebten zwar wieder etwa 190 Juden in Oświęcim, die aber fast alle in den zwei folgenden Jahren emigrierten.
Der einzige länger gebliebene jüdische Heimkehrer Szymon Kluger starb 2000 und wurde auf dem örtlichen jüdischen Friedhof beigesetzt. Es gibt derzeit keine hier ansässige jüdische Bevölkerung. Die einzige erhaltene Synagoge der Stadt wurde rekonstruiert, nachdem das Gebäude 1977 verstaatlicht und als Teppichlager genutzt worden war. Das Gebäude der erst 1928 eröffneten Chevra Lomdei Mishnayot-Synagoge wurde im Krieg als Waffen- und Munitionslager genutzt. Dadurch hat zumindest das Gebäude die Zeit überdauert und wurde nicht, wie beispielsweise die Große Synagoge am 20. September 1939, von den Besatzern niedergebrannt. Am 12. September 2000 wurde die kleine Synagoge schließlich als Synagoge wieder eröffnet.
Die am 1. Juli 2005 gegründete Staatliche Rittmeister-Witold-Pilecki-Hochschule Oświęcim in Małopolska (polnisch: Małopolska Uczelnia Państwowa imienia rotmistrza Witolda Pileckiego w Oświęcimiu) befindet sich in den ehemaligen SS-Gebäuden in der Nähe zur Gedenkstätte des Konzentrationslagers Auschwitz I.
Von Freiwilligen der Internationalen Jugendbegegnungsstätte wird ein historischer Spaziergang durch die Stadt angeboten.

## Stadtgliederung
Die Stadt Oświęcim gliedert sich in die Stadtteile:
- Błonie,
- Domki Szeregowe,
- Dwory-Kruki, erstmals urkundlich erwähnt im Jahre 1404 als Dowry, 1954 eingemeindet,[23]
- Monowice (Monowitz), erstmals urkundlich erwähnt im Jahre 1417, 1954 eingemeindet,[24]
- Pod Borem,
- Północ (Norden),
- Południe (Süden),
- Stare Miasto (Altstadt),
- Stare Stawy (Stara Stawy, dt. Alte Teiche),
- Wschód (Osten),
- Zachód (Westen),
- Zasole.

## Museen
Bekanntestes Museum Oświęcims ist das Staatliche Museum Auschwitz-Birkenau auf dem Gelände der ehemaligen Konzentrationslager. Es wurde von der UNESCO zum Weltkulturerbe erklärt.
Im Stadtzentrum befindet sich auch das jüdische Zentrum (Centrum Żydowskie w Oświęcimiu, engl.: Auschwitz Jewish Center), welches 2000 eröffnet wurde und das reichhaltige jüdische Leben der Stadt vor dem Einmarsch der Wehrmacht beleuchtet.
Es gibt in Oświęcim auch ein städtisches Museum, das in bescheidenem Rahmen über die Geschichte der Stadt und das frühere Leben ihrer Einwohner informiert.

## Sport
Das Eishockey-Team von Unia Oświęcim wurde bereits mehrfach polnischer Meister. Der Schwimmer Paweł Korzeniowski aus Oświęcim wurde bei den Olympischen Spielen 2004 in Athen Vierter über 200 m Schmetterling.
Die Rallyefahrerin Magdalena Zacharko aus Oświęcim wurde mehrmals Polenmeisterin als Copilotin von Piotr Adamus in den Rallygruppen:
1. Peugeot-Cup 3-fache Staatsmeisterin (2002, 2003, 2004), Vizemeisterin (2000, 2001)
2. S1600 2-fache Meisterin (2005, 2006)

## Partnerstädte
- Kerpen, Deutschland
- Sambir, Ukraine
- Breisach, Deutschland

## Söhne und Töchter der Stadt
- Andrzej Patrycy Nidecki (1522–1587), Humanist, Philologe, Verleger, königlicher Sekretär und Bischof
- Łukasz Górnicki (1527–1603), Humanist, Schriftsteller, Poet, Sekretär und Kanzler von König Sigismund II. August von Polen
- Edward Lepszy (1854/55–1932), Maler
- Ferdinand Bronner (1867–1948), österreichischer Schriftsteller, Vater von Arnolt Bronnen
- Kurt Roger (1895–1966), Komponist und Musikwissenschaftler
- Erich Roth (1910–1947), SS-Sturmbannführer, stellvertretender Gruppenleiter der Gestapo
- Yehuda Karmon (Leopold Kaufmann) (1912–1995), israelischer Geograph
- Josef Jakubowicz (1925–2013), Überlebender des Holocaust
- Szymon Kluger (1925–2000), letzter Jude in Oświęcim
- Antoni Palka (1936–2014), Radrennfahrer
- Henryk Waniek (* 1942), Maler, Bühnenbildner, Schriftsteller, Kunstkritiker und Essayist
- Dariusz Oko (* 1960), römisch-katholischer Priester[25]
- Beata Szydło (* 1963), Politikerin, von 2015 bis 2017 Ministerpräsidentin
- Wojciech Bonowicz (* 1967), Dichter und Publizist
- Ewa Kaim (* 1971), Schauspielerin
- Mariusz Siudek (* 1972), Eiskunstläufer (Paarlauf)
- Przemysław Niemiec (* 1980), Radrennfahrer
- Marcin Jaros (* 1981), Eishockeyspieler
- Gabriel Kirejczyk (* 2003), Fußballspieler

### Ehrenbürger
- Jean-Marie Kardinal Lustiger (1926–2007), französischer römisch-katholischer Geistlicher, Erzbischof von Paris
- Jan Sarbek (1885–1951), ehemaliger Priester und seit 1934 Ehrenbürger von Oświęcim

## Landgemeinde Oświęcim
Die Stadt Oświęcim ist Sitz der Landgemeinde (gmina wiejska) Oświęcim, gehört dieser aber nicht an.